# Stone Sour (álbum)
Stone Sour es el álbum debut de la banda estadounidense de hard rock Stone Sour. La banda y Tom Tatman se encargaron de la grabación y producción del mismo en los Estudios Catamount de Cedar Falls, Iowa, y se lanzó el 27 de agosto de 2002 a través de Roadrunner Records. 
La composición de los temas comenzó en el año 2000 mientras el vocalista Corey Taylor se encontraba todavía trabajando con su otra banda, Slipknot. Después de producir algunas demos con Stone Sour, el guitarrista Josh Rand y él decidieron que debían poner la banda en marcha de nuevo. El trabajo en el álbum comenzó al poco de que Slipknot se tomase un descanso después de la gira de promoción de Iowa.
Después del lanzamiento del disco, Stone Sour lo promocionó durante casi un año; lanzaron tres sencillos en Europa e hicieron giras por Estados Unidos y varios países europeos. El álbum recibió críticas positivas, elogiado por mostrar la diversidad en los registros vocales de Taylor, cosa que no se vio en sus anteriores trabajos con Slipknot. Fue certificado oro en los Estados Unidos por la RIAA y dos de los sencillos del álbum recibieron nominaciones a los premios Grammy en la categoría de "Mejor interpretación de metal" en años consecutivos.

## Antecedentes
En el año 2000, Josh Rand contactó con Corey Taylor después de que este volviese de una gira por Japón con Slipknot para hablarle de un material en el que estaba trabajando. Hablando de los hechos, Taylor dijo: "Simplemente comenzamos a componer cosas y comenzó a suceder". El dúo compuso catorce canciones y comenzó a trabajar en unas demos en el estudio de grabación. Taylor añadió que llegó un punto en que le dijo a Rand: "Creo que vamos a tener que montar una banda de verdad, porque ¡esto es demasiado serio!" Después de volver a contactar con los miembros previos de Stone Sour, Joel Ekman, Shawn Economaki y Jim Root, la banda comenzó a trabajar en el álbum en los Estudios Catamount de Cedar Falls, Iowa. Antes de su lanzamiento, barajaron varios nombres para la banda, entre ellos "Superego", antes de anunciar que usarían su nombre original, Stone Sour.

## Promoción
Antes del lanzamiento del álbum, apareció la canción "Bother" como parte de la banda sonora de la película Spider-Man, que, sin embargo, sólo se acreditó a Corey Taylor. Para promocionar el álbum, Stone Sour lanzó dos sencillos casi simultáneamente: "Get Inside" que incluía el primer videoclip y filmaciones en directo de la banda, y poco después "Bother", también acompañado de un videoclip. A lo largo de octubre y noviembre de 2002, Stone Sour giró por Estados Unidos para promocionarse junto a Chevelle y Sinch. En 2003, continuaron la gira, incluyendo conciertos por Europa junto a Saliva, una gira estadounidense con Powerman 5000 como teloneros, varias apariciones en festivales europeos y una gira por el Reino Unido con Murderdolls, entre otros. El tercer sencillo del álbum, "Inhale", se lanzó a comienzos de 2003, poco después de que la canción inédita "Inside the Cynic" formara parte de la banda sonora de Freddy contra Jason. El 21 de octubre de 2003, se lanzó una edición especial de Stone Sour que incluye "Inside the Cynic", cuatro canciones inéditas, un DVD con los tres videoclips oficiales y una portada rediseñada.

## Estilo musical

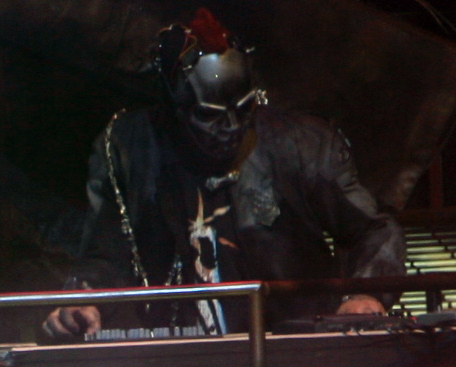
Sid Wilson de Slipknot aportó turntablism al álbum.

Corey Taylor cuando hablaba de Stone Sour decía que era "hard rock melódico con contenido e iniciativa". Jason D. Taylor de Allmusic dijo que aunque no se nota en los lanzamientos de Slipknot, "[Corey] Taylor tiene la habilidad de saber cantar", citando a Alice in Chains y Soundgarden como influencias. Jason Taylor siguió diciendo que el álbum mejora cuantas más veces lo escuchas. Jeff Modzelewski de 411mania escribió que tenía mezclas de "hostilidad, reservación, brutalidad y melodía". Según Modzelewski, el álbum tiene un "sonido mainstream" y cada uno de los miembros destaca en alguna de las canciones. Don Kaye de Blabbermouth.net sintió que el mensaje de "Bother" no era muy distinto que el de otras canciones de Slipknot, pero estaba "presentado en un estilo musical totalmente distinto". Kaye también pensó que el álbum "tiene lo suyo[...] en cuanto a dureza y poder". NY Rock observó que "la banda es capaz de haber buen rock"; elementos como "giros melódicos a las canciones[...] que agradarán a los fans tanto del metal como del hardcore".

## Recepción
Stone Sour recibió, en general, buenas críticas. La mayoría compararon el trabajo de Taylor y el guitarrista Root con su otra banda, Slipknot. En su reseña del álbum, Don Kaye escribió que "es raro que un músico decida unir talentos para hacer algo al mismo nivel que su banda habitual", afirmando que Stone Sour es uno de estos casos. Rowan Shaeffer de Counterculture afirmó que "Get Inside" es "lo más parecido a Slipknot que Stone Sour puede ser", llegando incluso a compararla con el sencillo de Slipknot "Left Behind", citando "el ritmo traqueteante, la batería maníaca y los gritos vocales" como elementos específicos que recuerdan a Slipknot, añadiendo que era "una elección obvia para un sencillo" porque no espantaría su potencial público, es decir, los fans de Slipknot. Jason D. Taylor notó las similitudes en cuanto a letras con Slipknot; sin embargo, afirmó que el vocalista Taylor parece estar menos enfurecido, cosa que "permite que las canciones se asienten suavemente por sí mismas, aunque motivan al oyente a sentir las emociones". NY Rock dijo que el álbum tiene "una sensación más equilibrada" que el último lanzamiento de Slipknot, Iowa.
Los críticos también destacaron la versatilidad del álbum, específicamente la de los registros vocales de Taylor y sus habilidades. Jeff Modzelewski alabó la pista de apertura "Get Inside" diciendo: "El abrasador verso de speed metal y el estribillo gritado se compaginan bastante bien con el pre-estribillo melódico". Jason D. Taylor citó "Orchids" y "Take a Number" como canciones destacadas porque "golpean con sorprendente fuerza para una banda de rock alternativo". De forma similar, Don Kaye dijo que el álbum incluye algunas "siniestras joyas orientadas al groove metal que permanecen refrescantemente alejadas de los clichés del nu metal". La canción más melódica del álbum, "Bother", recibió una atención especial por parte de los críticos. Modzelewski dijo que la pista "parece ser la canción para la que el álbum ha estado preparando a todo el mundo", añadiendo que Taylor prueba "que es un vocalista legítimo que no necesita depender de destrozar sus cuerdas vocales para hacer una buena canción". En su reseña, Rowan Shaeffer afirmó que la pista era destacada, pero dijo que el cambio de estilo "se hacía raro junto al resto del material" del álbum.
En 2003, el primer sencillo de Stone Sour, "Get Inside", fue nominado a "Mejor interpretación metal" en los 45.os Premios Grammy. El 20 de marzo de 2003, Stone Sour fue certificado oro por la RIAA en los Estados Unidos. Al año siguiente, el tercer sencillo extraído del álbum, "Inhale", también fue nominado a "Mejor interpretación de metal" en los 46.os Premios Grammy.

## Lista de canciones
| Stone Sour |                                  |          |  |
| N.º        | Título                           | Duración |  |
| 1.         | «Get Inside "Entra"»             | 3:14     |  |
| 2.         | «Orchids "Orquídeas"»            | 4:24     |  |
| 3.         | «Cold Reader "Lector Frío"»      | 3:41     |  |
| 4.         | «Blotter "Contaminante"»         | 4:02     |  |
| 5.         | «Choose "Elíge"»                 | 4:17     |  |
| 6.         | «Monolith "Monolíto"»            | 3:46     |  |
| 7.         | «Inhale "Inhalación"»            | 4:25     |  |
| 8.         | «Bother "Molestia"»              | 4:00     |  |
| 9.         | «Blue Study "Estudio Azul"»      | 4:38     |  |
| 10.        | «Take a Number "Toma un Número"» | 3:43     |  |
| 11.        | «Idle Hands "Manos Ociosas"»     | 3:57     |  |
| 12.        | «Tumult "Tumulto"»               | 4:04     |  |
| 13.        | «Omega»                          | 2:55     |  |

| Pistas adicionales edición digipak |                                        |          |  |
| N.º                                | Título                                 | Duración |  |
| 14.                                | «The Wicked "El Malígno"»              | 4:55     |  |
| 15.                                | «Inside the Cynic "Dentro del Cínico"» | 3:24     |  |
| 16.                                | «Kill Everybody "Mató a Todos"»        | 3:26     |  |
| 17.                                | «Road Hogs»                            | 3:53     |  |

| Videoclips edición digipak |              |          |  |
| N.º                        | Título       | Duración |  |
| 1.                         | «Get Inside» | 3:14     |  |
| 2.                         | «Bother»     | 4:14     |  |
| 3.                         | «Inhale»     | 4:25     |  |

## Posición en listas
| Lista (2002)              | Posición |
| ------------------------- | -------- |
| Lista francesa de álbumes | 131      |
| Billboard 200             | 46       |

## Personal
| - Corey Taylor — voz - James Root — guitarra líder - Josh Rand — guitarra rítmica - Shawn Economaki — bajo - Joel Ekman — batería Músicos invitados - Ryan Weeder — compositor - Sid Wilson — turntablism - Denny Gibbs — órgano | Equipo técnico - Tom Tatman — productor, ingeniero de sonido - Jon Chamberlain — ingeniería adicional - Toby Wright — mezclas - Elliot Blakely — asistente de mezclas - Yen-Hue Tan — asistente de mezclas - James Barton — producción, ingeniería - Patrick Thrasher — ingeniería adicional - Stephen Marcussen — masterización - Stuart Whitmore — editor digital - Monte Conner — A&R - Larry Mazer — mánager - Kenny Meiselas — representación legal - Dave Kirby — contratación gira Estados Unidos - Neil Warnok — contratación gira internacional - Lynda Kusnetz — director creativo - T42design — dirección artística, diseño - Ken Schles — fotografía |